# Sophie Chauveau
Pour les articles homonymes, voir Sophie Chauveau (biathlète) et Chauveau.
Sophie Chauveau, née le 30 janvier 1953 à Boulogne-Billancourt, est une écrivaine, journaliste et metteuse en scène française. Depuis 2015, elle est administratrice de la SGDL et de la SOFIA.

## Biographie
Dans sa jeunesse, Sophie Chauveau intègre le Conservatoire national supérieur d'art dramatique de Paris puis devient journaliste, comédienne et écrivaine. Parmi ses engagements militants, elle s'investit dans sa jeunesse au PSU[réf. nécessaire], puis aux Amis de la Terre en 1974 aux côtés de Brice Lalonde tout en œuvrant dès l'origine, en 1971, au Mouvement de libération des femmes. En 1979, elle anime la campagne des élections européennes pour Huguette Bouchardeau (PSU)[réf. nécessaire]. En 1993 et en 1995, elle rejoint le comité de soutien de Lionel Jospin et crée les Ateliers de Mai[réf. nécessaire]. Elle est membre du comité directeur de l'association France-Israël.
Elle a publié une vingtaine d'ouvrages de genres différents et signe également des mises en scène. Elle se distingue par sa grande culture artistique et, dans les années 2000, elle publie une trilogie de romans historiques qui se passe à Florence pendant la Renaissance italienne : La Passion Lippi (2004), Le Rêve Botticelli (2005) et L'Obsession Vinci (2007).
Elle signe plusieurs biographies de grands peintres : après un volume sur Léonard de Vinci, puis un sur Édouard Manet, le livre Fragonard : L'Invention du bonheur, publié en 2011, rencontre un franc succès,. Deux ouvrages de sa plume sont ensuite consacrés à l'artiste Pablo Picasso : Picasso : Le regard du Minotaure, 1881-1937 en 2017 et en 2018 Picasso : Si jamais je mourais, 1938-1973. Alors qu'elle faisait des recherches sur son histoire, elle déclare qu'elle a découvert « le monstre » : tyran domestique, violeur qui se représente en Minotaure, cruel particulièrement avec les femmes et les enfants, l'écrivaine s'éloigne de l'hagiographie qui le dépeint communément en génie pour insister sur sa perversité.
Déjà en 2016, elle avait publié aux éditions Gallimard un livre biographique sur sa propre famille, La Fabrique des pervers, qui lève le voile sur les viols incestueux qui y ont été commis de génération en génération, jusqu'à elle-même et sa cousine, victimes de son propre père. Elle déclare y avoir « tenté de reconstituer la généalogie de ces chaînes d'abus, de meurtres psychiques, de saccages » dans une famille de « bons bourgeois français » catholiques, afin d'expliquer le cycle des maltraitances et de « stopper la malédiction ».

## Télévision
Elle participe ponctuellement à l'émission Secrets d'histoire, présentée par Stéphane Bern. Elle a notamment collaboré aux numéros suivants :
- À Florence, Laurent le Magnifique (2016)[11]
- Les démons de Michel-Ange (2017)[12]

## Podcast
Elle participe au podcast Vénus s'épilait-elle la chatte ? de Julie Beauzac dans l'épisode Picasso, séparer l'homme de l'artiste, en tant qu'autrice de Picasso, le Minotaure. Cet épisode a été bien accueilli par la presse et a remporté plusieurs prix lors du Paris Podcast Festival de 2021.

## Mandats
En 2015, Sophie Chauveau est élue administratrice de la Société des gens de lettres (SGDL) ainsi que de la SOFIA (Société française des intérêts des auteurs de l'écrit).
En cette double qualité, elle adresse en avril 2019 une lettre ouverte au ministre de la Culture Franck Riester pour l'alerter sur la précarité des autrices et auteurs français en raison des spécificités du droit d'auteur, leur statut qui les rend « non-syndicables » et leur droit à la retraite le plus souvent bafoué.

## Œuvres

### Romans
- Carnet d'adresses, JJ. Pauvert, 1985
- Mémoires d'Hélène, Paris, Robert Laffont, 1988
- Les Belles Menteuses, Paris, Robert Laffont, 1992  (ISBN 2-221-05963-8)
- La Passion Lippi, Paris, Télémaque, 2004  (ISBN 978-2-7533-0000-2)
- Le Rêve Botticelli, Paris, Télémaque, 2005  (ISBN 978-2-7533-0026-2)
- L'Obsession Vinci, Paris, Télémaque, 2007  (ISBN 978-2-7533-0056-9)
- Diderot, le génie débraillé, Paris, Télémaque
  - Tome 1, Les Années bohème, 1728-1749, 2009  (ISBN 978-2-7533-0094-1)
  - Tome 2, Les Encyclopédistes, 1749-1784, 2010  (ISBN 978-2-7533-0101-6)
- Fragonard : L'Invention du bonheur, Paris, Télémaque, 2011  (ISBN 978-2-7533-0142-9)
- Noces de charbon, Paris, Gallimard, 2013  (ISBN 978-2-07-013825-8)
- Le Journal de grossesse de la vierge Marie, Paris, Télémaque, 2019  (ISBN 978-2-7533-0362-1)
- La Fièvre Masaccio, Paris, Télémaque, 2022  (ISBN 978-2753304468)

### Essais
- Débandade, Paris, Alésia, 1982  (ISBN 2-705-00452-1)
- Patience, on va mourir, Paris, Robert Laffont, 1990
- Éloge de l'amour au temps du sida, Paris, Flammarion, 1995
- Sourire aux éclats, Paris, Robert Laffont, 2001  (ISBN 2-221-09463-8)
- Pages de garde, Paris, Gallimard, 2002

### Biographies
- Léonard de Vinci, Paris, Gallimard, coll. « Folio Biographies », 2008  (ISBN 978-2-0703-4159-7)
- Diderot, le génie débraillé, Télémaque/Folio Gallimard, 2010
- Fragonard, l'invention du Bonheur, Télémaque, 2011
- Manet, le secret, Télémaque, 2015  (ISBN 978-2-7533-0238-9)
- La Fabrique des pervers, Gallimard, 2016  (ISBN 978-2-07-017986-2)
- Picasso. Le regard du Minotaure, 1881-1937, Télémaque, 2017  (ISBN 978-2-7533-0325-6)
- Picasso. Si jamais je mourais, 1938-1973, Télémaque, 2018  (ISBN 978-2-7533-0344-7)
- Picasso, le Minotaure, Gallimard, 2020  (ISBN 978-2-0727-9547-3)

### Livres d'art
- La Liseuse, Terrain Vague, 1992
- Femmes (avec le peintre Michel Four), Éditions Images, 1993
- Les Vanités de Brandon, Œuvre gravé, 1999
- (D)écrire la beauté, Omnibus, 2016  (ISBN 978-2-258-13655-7)

### Articles
- « Française, chrétienne et en colère », in Les Temps modernes, no 618, mars-mai 2002, Paris, Gallimard  (ISBN 978-2-070-12116-8)
- « Un gnomon pour la vie », in Les Temps modernes, no 647 « La transmission Beauvoir », janvier-mars 2008, Paris, Gallimard  (ISBN 2-07-076605-5)